# Barometer
Barometer (Græsk βάρος báros „tung, vægt“ og μέτρον métron "måler" - tyngdemåler - vægt) er et måleinstrument til at måle luftens tryk.
Indtil hen imod midten af 17. århundrede kendte man ikke til lufttrykket, der skyldes luftens vægt (se lufthavet), og man vidste ikke, at luften overhovedet havde tyngde.
Allerede fra Antikken havde man pumper og hæverter, men man antog ligesom Aristoteles, at deres virkning skyldtes, hvad man kaldte »Naturens skræk for det tomme rum« (latin horror vacui). I 1640 så Galileo Galilei, at en sugepumpe ikke kunne hæve vand højere end ca. 10 m, og han forklarede dette ved at antage, at Naturens skræk for det tomme rum er begrænset. Galileis elev Evangelista Torricelli førte 1643 sagen væsentlig videre, og han antog, at den samme ubekendte årsag, som kunne drive vand op til en højde af ca. 10 m, kun ville være i stand til at løfte det 13,6 gange så tunge kviksølv 1/13 af de 10 m, altså omtrent 760 mm. For at undersøge dette fyldte Torricelli et glas-rør med kviksølv. Det var ca. 1 m langt og tilsmeltet i den ene ende. Han holdt derefter en finger for den åbne ende af røret, mens han vendte op og ned på det, og satte derpå den åbne ende af røret ned i en beholder med kviksølv; da han derefter gav slip med fingeren, sank kviksølvet i glasrøret virkelig også så meget, at det næsten stod de 760 mm højere i glasrøret end i den åbne beholder. Torricelli konkluderede, at luften på grund af sin vægt udøver et tryk, der kan måles ved den højde, som luften kan trykke kviksølv op i et lufttomt rum.
På opfordring af Blaise Pascal foretog Florin Perrier i 1648 et lignende forsøg på toppen af Puy-de-Dôme, hvor det viste sig, at kviksølvet kun blev trykket op til en højde, der var ca. 80 mm mindre end ved foden af bjerget. Hermed var det endelig bevist, at luftens vægt er årsagen til lufttrykket, og at det er samme tryk, der er årsag til de fænomener, man tidligere havde betragtet som konsekvenser af horror vacui. Torricellis forsøgsanordning var det første barometer, og efter ham kaldtes et barometer af den type, han havde brugt, ofte et torricellisk rør, ligesom det tomme rum oven over kviksølvet i glasrøret har fået navnet det torricelliske vakuum.
Allerede Torricelli lagde mærke til, at kviksølvet ikke altid stod lige højt i barometret, men at kviksølvhøjden kunne variere nogle centimeter, og han lagde mærke til, at denne variation stod i forbindelse med vejrforholdene. En stor kviksølvhøjde var det almindeligste i godt vejr og en lille højde almindeligst i blæsende, regnfuldt vejr. Barometrets store anvendelse og udbredelse hviler på den iagttagelse, og herfra stammer også dets danske, men nu forældede navn, vejrglas.

## Barometertyper
I tidens løb har der været mange forskellige detail-konstruktioner af barometre.
Barometrene, man anvender i dag, kan deles i tre hovedgrupper:

### Kviksølvbarometer
Barometer, hvor lufttrykket, som ovenfor beskrevet, holder ligevægt i forhold til vægten af en kviksølvsøjle.

### Aneroidbarometer
Barometertype, der blev konstrueret af franskmanden Lucien Vidi i (1847).
Et aneroidbarometer består i hovedsagen af en lukket dåse af tyndt bølgeblik eller et lukket, krumt, tyndvægget metalrør, der forandrer form, når lufttrykket udenom ændres. Formforandringen bliver gennem et vægtstangssystem overført til en viser, der peger på en inddelt skala, hvis inddelinger er afsatte ved sammenligning med et kviksølvbarometer. Dåser og rør er praktisk talt lufttomme for at undgå den komplikation, som temperaturvariationers indflydelse på den indesluttede luft ellers ville medføre. Aneroidbarometre er langtfra så pålidelige som kviksølvbarometre; de påvirkes som regel af temperaturvariationer, og ændrer sig i tidens løb, hvorfor de af og til må kontrolleres ved sammenligninger med kviksølvbarometre. De er lettere at transportere og håndtere (de indeholder ikke kviksølv eller anden væske), og desuden som regel billigere end kviksølvbarometre, og de er i de fleste tilfælde tilstrækkelige til brug i det praktiske liv. De kan fremstilles så små, at de kan bæres i en lomme. Hvert aneroidbarometer har sin temperaturkorrektion. Tyngdens ændringer har derimod ingen indflydelse på disse barometres angivelse af lufttrykket.
Såvel kviksølvbarometer som aneroidbarometer kan fremstilles som selvregistrerende apparater og kaldes da barografer eller barometrografer. Et kviksølvbarometers stand kan registreres enten ad fot. (?fotografisk?) eller mekanisk vej, det sidste enten ved en registrering af vægten af kviksølv i det torricelliske rør eller ved hjælp af en svømmer på kviksølvoverfladen. Mindre nøjagtige, men til praktisk brug som regel fuldstændig tilstrækkelige, er de barografer, der er bygget efter aneroidprincippet. På aneroïdbarometerets viser er i så tilfælde anbragt en pen, der til enhver tid optegner standen på et papir, der af et urværk føres forbi pennen. Samtidig er aneroidbarometret gerne fremstillet med flere dåser koblet sammen, for at give større udslag, og dermed nemmere aflæsning. Sådanne apparater har fundet meget stor udbredelse også i det praktiske liv på grund af det let overskuelige og lærerige billede, sådanne registreringer giver, af forandringerne i lufttrykket. Medens man ved jordens overflade så at sige udelukkende anvender kviksølvbarografer til videnskabeligt brug, er man til undersøgelser i de højere luftlag henvist til at benytte aneroidbarografer. Disse instrumenter bygges da meget lette, og man må sørge for, at temperaturens indflydelse på apparatet bliver så lille eller så regelmæssig som mulig. Ofte sammenbygges disse instrumenter med et termometer for temperaturmåling (barotermograf), og / eller med et hygrometer for fugtighedsmåling (barotermohygrograf). Ved sådanne sammenbygninger tegner alle skrivende organer på samme tromle, hvorved man kan nøjes med et urværk.

### Kogebarometer
Et Kogebarometer også kaldet hypsometer) er et måleinstrumenter, som kan bruges til at bestemme vandets kogepunkt, som igen viser lufttrykkets størrelse.
- Kviksølvbarometeer med viser
- Aneroidbarometerets virkemåde
- Et gennemskåret aneroidbarometer med lukket metaldåse
- Aneroidbarometer med lukket metalrør
- Et vejrglas med blåt vand
- Et hypsometer
- Barograf bestående af flere aneroid-dåser koblet sammen
- Et Barogram tegnet af en barograf